# 미나미이코마촌
미나미이코마촌(南生駒村)은 나라현 북서부, 이코마군에 속해있던 촌이다. 현재의 이코마시 남부에 해당한다.

## 역사
- 1889년 4월 1일 - 정촌제 시행에 의해 헤구리군 미나미이코마촌이 성립하였다.
- 1896년 4월 1일 - 군제 시행에 의해 이코마군으로 변경되었다.
- 1955년 3월 10일 - 이코마정에 편입해 소멸하였다.

## 교통

### 철도
- 신키 이코마 전철